# 刺苞菜蓟
刺苞菜蓟（学名：Cynara cardunculus）是菊科菜蓟属的植物，分布于地中海地区以及中国大陆的陕西等地，目前已由人工引种栽培。